# 阿列克谢·叶尔莫林斯基
阿列克谢·叶尔莫林斯基（英語：Alex Yermolinsky，1958年4月11日—），美籍俄裔国际象棋棋手、特级大师。
叶尔莫林斯基是1985年列宁格勒市国际象棋并列冠军。后移居美国，先后于1993年、1996年两夺美国国际象棋全国冠军。他还是在费城举办的1993年、1995年、1996年三届世界国际象棋公开赛冠军。2001年，获得美洲国际象棋冠军。2012年，他入选美国国际象棋名人堂。
叶尔莫林斯基的妻子是立陶宛裔美国国际象棋女子特级大师卡米拉·巴金斯凯特，他们育有一子一女。